# 북캅카스 산악공화국

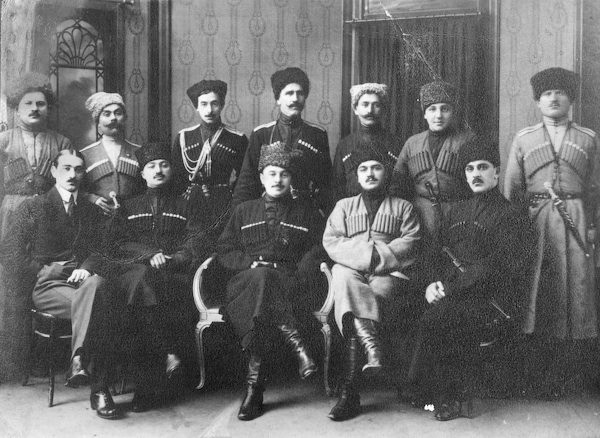
북캅카스 산악공화국을 수립한 지도자들

북캅카스 산악공화국 또는 간단히 산악공화국(러시아어: Горская республика 고르스카야 레스푸블리카[*])은 러시아 2월 혁명 직후 1917년 3월 6일 북캅카스 민족 회의에서 북캅카스 지역의 토착 산악 민족인 체르케스인, 체첸인, 인구시인, 오세트인, 다게스탄인이 연합하여 수립한 국가이다. 과거 러시아 제국의 테레크주와 다게스탄주의 대부분을 영토로 삼았다.
1921년 1월 붉은 군대에 패배하며 멸망하였고, 1922년 러시아 소비에트 연방 사회주의 공화국 산하의 산악 자치 소비에트 사회주의 공화국이 설치되어 그 자리를 대체하였다.

## 같이 보기
- 캅카스 이맘국
- 북캅카스 토후국
- 프로메테우스주의